# Philip Arthur Silverstone-Sopkin
Philip Arthur Silverstone-Sopkin, né le 9 octobre 1939 à Chicago et mort le 19 décembre 2018, est un herpétologiste et botaniste américain. 
Il s'intéressa énormément à la flore en Colombie, notamment à Eucharis, un genre végétal de famille des Amaryllidaceae. Il a été professeur à l'université de Valle en Colombie.

## Taxons nommés en son honneur
Amphibiens
- Ameerega silverstonei Myers & Daly, 1979
- Pristimantis silverstonei Lynch & Ruíz-Carranza, 1996
- Silverstoneia Grant, Frost, Caldwell, Gagliardo, Haddad, Kok, Means, Noonan, Schargel & Wheeler, 2006

Plantes
- Anthurium silverstonei Croat & Oberle, 2004
- Chusquea silverstonei (Davidse & L.G. Clark) L.G. Clark, 2009
- Colombiana silverstonei (Luer) Luer, 2006
- Cryptocentrum silverstonei Carnevali, 2001
- Epidendrum silverstonei Hágsater, 1999
- Lepanthes silverstonei Luer, 2001
- Macrocarpaea silverstonei J.R.Grant, 2005
- Miconia silverstonei Wurdack, 1990
- Philodendron silverstonei Croat, 2010
- Pseudolepanthes silverstonei (Luer) Archila, 2000
- Stelis silverstonei Luer, 2001
- Symplocos silverstonei B.Ståhl, 1996

## Taxons décrits
Amphibiens
- Allobates zaparo (Silverstone, 1976)
- Ameerega petersi (Silverstone, 1976)
- Ameerega pulchripecta (Silverstone, 1976)
- Ameerega smaragdina (Silverstone, 1976)
- Colostethus fraterdanieli Silverstone, 1971
- Colostethus imbricolus Silverstone, 1975
- Hyloxalus abditaurantius (Silverstone, 1975)
- Hyloxalus lehmanni (Silverstone, 1971)
- Hyloxalus ramosi (Silverstone, 1971)
- Ranitomeya altobueyensis (Silverstone, 1975)
- Ranitomeya fulgurita (Silverstone, 1975)

Plantes
- Dicranopygium callithrix Silverst. 2004
- Browneopsis sanintiae Silverst. 2010
- Epidendrum torraense Hágsater & Silverst. 2001
- Peperomia rivulamans Silverst. 2011